# Russy-Bémont
Russy-Bémont település Franciaországban, Oise megyében. Lakosainak száma 237 fő (2022. január 1.). Russy-Bémont Bonneuil-en-Valois, Crépy-en-Valois, Feigneux, Fresnoy-la-Rivière, Gondreville, Vaumoise és Vez községekkel határos.

## Népesség
A település népessége az elmúlt években az alábbi módon változott:
| Lakosok száma | 205  | 207  | 209  | 200  | 196  | 196  | 209  | 226  | 237  |
|               | 2013 | 2015 | 2016 | 2017 | 2018 | 2019 | 2020 | 2021 | 2022 |